# Louis ou Louise
Pour plus de détails, voir Fiche technique et Distribution.
Louis ou Louise (Glen or Glenda) est un film américain de 1953. Premier long-métrage d'Ed Wood, tourné avec un petit budget, il aborde la transidentité.

## Synopsis
Un Dieu ou scientifique (Béla Lugosi) raconte l'histoire d'un être hésitant sur son genre (Ed Wood) né garçon mais qui s'habille « en fille ». Le thème est : « pourquoi se comporte-t-il comme un homme et pourquoi a-t-il les goûts vestimentaires d'une femme ? » Il vole des vêtements à sa fiancée Barbara à qui il ne dit pas la vérité.

## Fiche technique
- Titre : Louis ou Louise
- Titre original : Glen or Glenda
- Titre anglais : Glen or Glenda?
- Réalisation : Edward D. Wood Jr.
- Scénario : Edward D. Wood Jr.
- Musique : William Lava (non crédité)
- Directeur de la photographie : William C. Thompson
- Production : George Weiss
- Société de distribution : Screen Classics
- Pays d'origine :  États-Unis
- Langue : anglais
- Format : Noir et Blanc - 1,37:1 - son mono
- Genre : drame
- Durée : 65 minutes
- Date de sortie : 1953
- Licence : Domaine public

## Distribution
- Béla Lugosi : Narrateur
- Lyle Talbot : Inspecteur Warren
- Timothy Farrell : Dr Alton / Narrateur
- Dolores Fuller : Barbara
- Edward D. Wood Jr. : Glen / Glenda
- 'Tommy' Haynes : Alan / Anne
- Charles Crafts : Johnny
- William C. Thompson (non crédité) : Juge

## Autour du film
C'est le premier film d'Ed Wood avec Bela Lugosi. Il est inspiré du changement de sexe médiatisé de Christine Jorgensen.

## Éléments cultes
Des phrases sont incompréhensibles, notamment quand Bela Lugosi hurle qu'il faut se méfier des escargots gras, du dragon devant notre porte et de la queue des petits chiens (il s'agit en fait d'une référence aux paroles d'une comptine anglo-saxonne, What Are Little Boys Made Of? (en)).
Quand le narrateur, Bela Lugosi, s'exclame « Beware! » (« Prenez garde ! »), on entend « Bivère ! » à cause de son accent hongrois.